# Paul Scholz (Politiker, 1902)

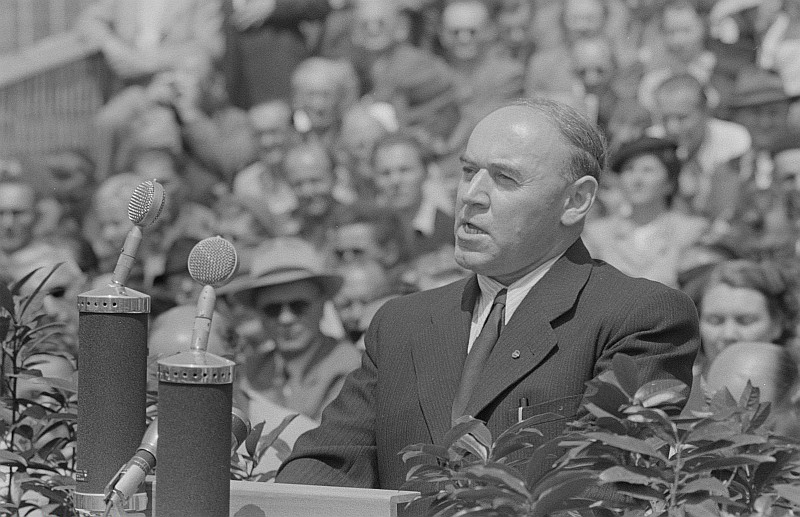
Paul Scholz (1952)

Paul Scholz (* 2. Oktober 1902 in Braunau, Böhmen, Österreich-Ungarn; † 23. Juni 1995 in Zeuthen) war stellvertretender Vorsitzender des Ministerrates und Minister für Land- und Forstwirtschaft der DDR.

## Leben
Scholz war Land- und Fabrikarbeiter, trat 1923 der KPD bei und war während der Zeit des Nationalsozialismus mehrfach wegen illegaler politischer Tätigkeit in Haft.
Nach dem Krieg war Scholz Redakteur des KPD-Organs Deutsche Volkszeitung, des Neuen Deutschland und der VdgB-Wochenzeitschrift Der freie Bauer. 1948/49 gehörte er der Deutschen Wirtschaftskommission an. 1948 war er Mitbegründer der DBD, deren stellvertretender Vorsitzender er ab 1950 war.
Seit 1949 war Scholz Abgeordneter der Volkskammer (1971–1981 stellvertretender Vorsitzender des Ausschusses für Auswärtige Angelegenheiten), seit 1950 Mitglied des Nationalrates der Nationalen Front und 1952–1967 stellvertretender Vorsitzender des Ministerrates.
1950–1952 und 1953–1955 war er Minister für Land- und Forstwirtschaft und 1956–1961 Vorsitzender des Zentralen Beirats für LPG beim Ministerrat. Scholz war ab 1957 Mitglied des Zentralvorstands der Gewerkschaft Land und Forst, ab 1963 Präsident der Freundschaftsgesellschaft DDR – Arabische Länder und ab 1964 Vizepräsident der Liga für Völkerfreundschaft. Weiterhin war er ab 1969 Mitglied des Weltfriedensrats und ab 1967 Mitglied des Präsidiums des Komitees der Antifaschistischen Widerstandskämpfer.
Mit Erreichen der Altersrente schied er 1967 aus der hauptamtlichen Tätigkeit aus. Am 15. November 1989 wurde er auf eigenen Wunsch von seinen DBD-Funktionen enthoben. Er beteiligte sich nicht an der Fusion von DBD und CDU und war seit Oktober 1990 parteilos.

## Auszeichnungen
Scholz erhielt 1954 und 1972 den Vaterländischen Verdienstorden (VVO), 1967 die Ehrenspange zum VVO in Gold, 1962 und 1964 den Orden Banner der Arbeit, 1969 den Stern der Völkerfreundschaft, 1976 den Großen Stern der Völkerfreundschaft und 1982 den Karl-Marx-Orden.
Aus der Ehe mit der Krankenschwester und Lehrerin Lieselotte Scholz (1923–2019) gingen vier Kinder hervor, unter anderem der Politiker Helmut Scholz.